# Trenzado de la plata
El trenzado de la plata es una técnica de trabajo de este metal que se siguió desarrollando en la época del Virreinato del Perú y que se obtiene formando cordelería de plata por la torsión de hilos finos que se incorporan a la decoración por medio del incrustado.
Estos efectos fueron especialmente utilizados durante la época del rococó y persisten aún en nuestros días en el Perú.